# Claude Royer
Claude Royer is een Belgisch voormalig boogschutter.

## Levensloop
Royer behaalde met het Belgisch team (voorts bestaande uit Paul Vermeiren en Robin Vandemeulebroecke) brons op het EK indoor van 1998 te Athene.